# Péter Medgyessy
Péter Medgyessy, född 19 oktober 1942, är en ungersk socialistisk politiker som var landets premiärminister från 27 maj 2002 till 29 september 2004. Han fullföljde inte sin mandatperiod utan avgick efter bråk med koalitionspartiet Szabad Demokraták Szövetsége (SZDSZ) – a Magyar Liberális Párt (Fria demokraternas allians - Ungerns liberala parti), men stannade kvar som premiärminister i 30 dagar enligt konstitutionen, samt ytterligare några dagar till dess att hans efterträdare Ferenc Gyurcsánys installering erkänts av landets parlament. Under sin tid som premiärminister avslöjades det i ungersk press att han under tiden 1978-1982 varit hemlig agent för säkerhetstjänsten och skall ha rapporterat om sina kollegor till Sovjetunionen. Detta förnekade han till en början men medgav sedan delvis anklagelserna.

## Biografi
Medgyessy föddes i Budapest. Han studerade teoretisk ekonomi på Corvinus Universitet i Budapest (som då hette Karl Marx Universitet i ekonomivetenskap). Han tog examen 1966, återvände senare för att ta emot en doktorsgrad. Han talar flytande franska och rumänska, samt har vissa kunskaper i engelska och ryska.
Mellan 1966 och 1982 innehade han olika positioner inom finansministeriet. 1982 blev han Vice finansminister, och 1987 blev han finansminister. Hans skattesystem banade väg för Ungerns närmande till en fri marknadsekonomi.
Mellan 1988 och 1990 var Medgyessy Vice premiärminister för ekonomiska affärer, och mellan 1990 och 1996 var han VD och ordförande för olika banker i Ungern. När Guyla Horn fick makten 1996 återvände Medgyessy till sin post som finansminister. När hans ämbetsperiod var slut, blev han ordförande i styrelsen för Inter-Europa Bank, och Vice direktör för Atlasz Insurance Company; han behöll dessa poster mellan 1998 och 2001. Som premiärminister i den socialistledda regeringen var han dock inte medlem av Ungerns socialistiska parti.